# Harold Clarke
Harold Clarke (* 1888; † 11. März 1969 in Christchurch, Neuseeland) war ein britischer Wasserspringer.

## Erfolge
Harold Clarke ging bei den Olympischen Spielen 1908 in London im Kunstspringen vom 3-Meter-Brett an den Start. Er überstand zunächst die Vorrunde als Zweiter seiner Gruppe, schied dann aber als Vierter seiner Gruppe im Halbfinale aus. 1920 folgte Clarkes zweite Olympiateilnahme bei den Spielen in Antwerpen, bei denen er diesmal im Turmspringen vom 5-Meter- und dem 10-Meter-Turm antrat. Er zog als Gruppenzweiter der Vorrunde ins Finale ein, das er mit 142,0 Punkten auf dem neunten und letzten Platz beendete. Wesentlich erfolgreicher verliefen für ihn in dieser Disziplin vier Jahre später die Olympischen Spiele in Paris. Clarke gewann seine Vorrundengruppe und erzielte im Finale mit einer Platzziffer von 15,5 das drittbeste Resultat. Damit erhielt er die Bronzemedaille hinter dem siegreichen Australier Richmond Eve, der mit einer Platzziffer von 13,5 Olympiasieger wurde, und John Jansson aus Schweden, der mit einer Platzziffer von 14,5 Silber gewann.
Von 1920 bis 1922 wurde Clarke dreimal in Folge britischer Meister im Wasserspringen, nachdem er 1908 als Zweitplatzierter diesen Titel noch knapp verpasst hatte. Er betrieb den Sport bis ins Alter von Mitte 40. Von Beruf war Clarke Vertreter beim britischer Backwarenhersteller Huntley & Palmers für das europäische Festland. 1952 wanderte er nach Neuseeland aus.